# Lenguas de Chile

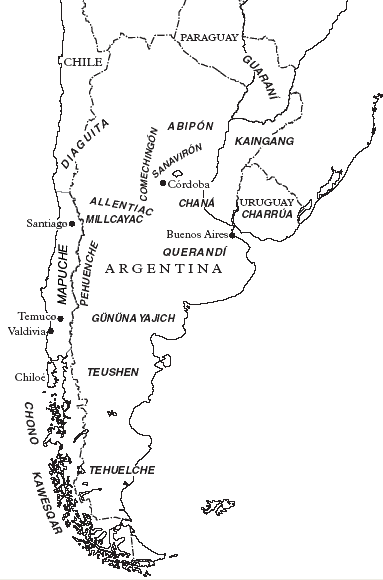
Distribución aproximada de las lenguas indígenas en el extremo austral de América del Sur en tiempos de la Conquista.

El español es el idioma oficial de facto y la lengua administrativa de Chile, donde también recibe el nombre de «castellano», hablado por el 99,3 % de la población, mayoritariamente en la forma conocida como español chileno y por unos pocos en las formas denominadas español andino y español chilote. Pese a que no existe un reconocimiento oficial de la lengua hispana a nivel constitucional, la propia Constitución, así como todos los documentos oficiales, están escritos en este idioma.
Los indígenas corresponden al 4,58 % de la población chilena según el censo de 2002, y algunos de ellos hablan sus lenguas: El mapudungun es hablado por un número estimado de entre 100 000 y 200 000 personas; el aimara, por unas 20 000; el quechua sureño, por unas 8200; y el rapanui, por unas 3390 personas, aunque no se explicita si las utilizan como primera lengua.
Según la ley 19253 de 1993, conocida también como «Ley Indígena», las lenguas autóctonas cuentan con reconocimiento oficial para su uso y conservación, junto con el español, en las zonas en las cuales se hablan. Se podrán usar como medio de instrucción, fomentar medios de comunicación, uso de los nombres en el Registro Civil, según las normas de transcripción fonética que se señalen, y su promoción artística y cultural. También están en desarrollo programas de enseñanza bilingüe en las zonas ocupadas por comunidades indígenas. Sin embargo, la realidad dista bastante de este ideal y existen solo unos pocos proyectos aislados de mantenimiento y promoción de las lenguas indígenas, particularmente del mapudungun y del aimara, con variables grados de éxito.

## Lenguas autóctonas

Pueblos indígenas de Chile en el.

En Chile se han hablado un número importante de lenguas indígenas —alrededor de una quincena de variedades lingüísticas diferentes que podrían considerarse lenguas distintas—. Estas lenguas eran muy variadas y en Chile, a diferencia de otros países de América del Sur, no se encuentra ninguna gran familia: todos los idiomas autóctonos o bien son lenguas aisladas o bien pertenecen a pequeñas familias de 3 o 4 lenguas.

### Lenguas indígenas habladas actualmente
- Mapudungun (arn): Principalmente hablado en las regiones del Biobío, de la Araucanía, Metropolitana y de Los Ríos, por entre 100 000 y 200 000 personas[6] con diferentes grados de competencia lingüística.[1] El chesungun o dialecto huilliche (huh), hablado por unos 2.000 huilliches en la región de Los Lagos (1982) es un dialecto divergente que algunos expertos consideran un idioma distinto al mapudungun.[1]
- Aimara (ayr): Hablado por unas 20 000[7] personas en las regiones de Arica y Parinacota y de Tarapacá.[1] Es una variante cercana al aimara de Bolivia.[10]
- Quechua chileno (cqu), una de las variedades del quechua sureño: Considerado idéntico al quechua sudboliviano (quh),[1] es hablado por alrededor de 8.200 personas en la zona limítrofe entre la región de Antofagasta y Bolivia.[1] Entre los inmigrantes peruanos establecidos en las grandes ciudades, también hay hablantes de distintos dialectos quechuas de Perú.[11]
- Rapanui o pascuense (rap): Usado por unos 3.390 hablantes (2000),[1] en su mayoría habitantes de la isla de Pascua y unos pocos en ciudades del continente, como Valparaíso o Santiago.

### Lenguas indígenas en vías de extinción
- Kawésqar (alc): Que cuenta actualmente con ocho hablantes centrados en la localidad de Puerto Edén.[12]

### Lenguas indígenas extintas
- Aonikenk (teh): Hablado por los aonikenk o tehuelches, desaparecido en Chile durante el siglo XX, perduró hasta la segunda década del siglo XXI en Argentina hasta su extinción acaecida en 2019 con el fallecimiento de su última hablante nativa.[13][14]
- Cacán: Lengua hablada por el pueblo diaguita en el Norte Chico de Chile.
- Chono: Se conserva un solo registro y se especula con topónimos de Chiloé y las islas Guaitecas; puede haberse tratado de un dialecto septentrional del kawésqar.
- Gününa këna (pue): Hablado por los gününa küne o puelches.
- Kunza (kuz): Hablado por el pueblo atacameño en los alrededores de San Pedro de Atacama, desapareció durante el siglo XX;[1] se recuerdan unos centenares de palabras y se trabaja en formas de recuperación.
- Selk'nam (ona): Hablado por los selk'nam en la isla Grande de Tierra del Fuego, desaparecido en Chile durante el siglo XX y en Argentina durante el siglo XXI.
- Yagán (yag): En Villa Ukika (Puerto Williams), vivía Cristina Calderón, la última hablante de edad avanzada, que trabajó en la construcción de un diccionario para que se mantengan más registros de su lengua, murió en 2022.[1]

### Clasificación filogenética
Las lenguas autóctonas de Chile pertenecen a unas cuatro o cinco familias lingüísticas probadas. Además, se conocen otra media docena de lenguas más, entre lenguas aisladas y lenguas no clasificadas, muchas de ellas extintas en la actualidad (estas son señaladas con el signo †). La siguiente lista recoge más de una docena de lenguas indígenas entre lenguas vivas y lenguas extintas en el país:
| Familia | Grupo | Grupo | Lengua          | Territorio                                                   |
| Lenguas aimaraicas Una familia demográfica e históricamente destacada; la rama sur sigue teniendo muchos hablantes.                                                                                    | Lenguas aimaraicas Una familia demográfica e históricamente destacada; la rama sur sigue teniendo muchos hablantes.                                                                                    | Lenguas aimaraicas Una familia demográfica e históricamente destacada; la rama sur sigue teniendo muchos hablantes.                                                                                    | Aimara          | Arica y Parinacota, Tarapacá                                 |
| Lenguas austronesias Una familia extendida por el océano Pacífico, que alcanzó la Isla de Pascua hacia el siglo V.                                                                                     | Malayo-Polinesio | Polinesio | Rapanui         | Isla de Pascua                                               |
| Lenguas chon-puelche Las lenguas chon forman un grupo filogenético claro y solo recientemente se han aportado evidencias que lo relacionan con el puelche.                                             | Chon | Chon | Selk'nam (†)    | Magallanes                                                   |
| Lenguas chon-puelche Las lenguas chon forman un grupo filogenético claro y solo recientemente se han aportado evidencias que lo relacionan con el puelche.                                             | Chon | Chon | Aonikenk (†)    | Aysén, Magallanes                                            |
| Lenguas chon-puelche Las lenguas chon forman un grupo filogenético claro y solo recientemente se han aportado evidencias que lo relacionan con el puelche.                                             | Puelche | Puelche | Gününa këna (†) | Los Ríos, Los Lagos                                          |
| Lenguas huarpes Originarias de Cuyo; durante el siglo XVII muchos huarpes fueron deportados a Santiago, donde llegaron a ser una comunidad numerosa.                                                   | Lenguas huarpes Originarias de Cuyo; durante el siglo XVII muchos huarpes fueron deportados a Santiago, donde llegaron a ser una comunidad numerosa.                                                   | Lenguas huarpes Originarias de Cuyo; durante el siglo XVII muchos huarpes fueron deportados a Santiago, donde llegaron a ser una comunidad numerosa.                                                   | Allentiac (†)   | Santiago                                                     |
| Lenguas huarpes Originarias de Cuyo; durante el siglo XVII muchos huarpes fueron deportados a Santiago, donde llegaron a ser una comunidad numerosa.                                                   | Lenguas huarpes Originarias de Cuyo; durante el siglo XVII muchos huarpes fueron deportados a Santiago, donde llegaron a ser una comunidad numerosa.                                                   | Lenguas huarpes Originarias de Cuyo; durante el siglo XVII muchos huarpes fueron deportados a Santiago, donde llegaron a ser una comunidad numerosa.                                                   | Millcayac (†)   | Santiago                                                     |
| Lenguas quechuas Estas lenguas constituyen una familia de lenguas diferentes ya que no todas las variedades de quechua son intercomprensibles.                                                         | Quechua II | Quechua II | Quechua sureño  | El Loa                                                       |
| Lenguas aisladas Se ha intentado agrupar estas lenguas en familias más amplias, aunque sin éxito. | Lenguas aisladas Se ha intentado agrupar estas lenguas en familias más amplias, aunque sin éxito. | Lenguas aisladas Se ha intentado agrupar estas lenguas en familias más amplias, aunque sin éxito. | Kawésqar        | Magallanes                                                   |
| Lenguas aisladas Se ha intentado agrupar estas lenguas en familias más amplias, aunque sin éxito. | Lenguas aisladas Se ha intentado agrupar estas lenguas en familias más amplias, aunque sin éxito. | Lenguas aisladas Se ha intentado agrupar estas lenguas en familias más amplias, aunque sin éxito. | Kunza (†)       | Antofagasta                                                  |
| Lenguas aisladas Se ha intentado agrupar estas lenguas en familias más amplias, aunque sin éxito. | Lenguas aisladas Se ha intentado agrupar estas lenguas en familias más amplias, aunque sin éxito. | Lenguas aisladas Se ha intentado agrupar estas lenguas en familias más amplias, aunque sin éxito. | Mapudungun      | Araucanía, Región Metropolitana, Biobío, Los Ríos, Los Lagos |
| Lenguas aisladas Se ha intentado agrupar estas lenguas en familias más amplias, aunque sin éxito. | Lenguas aisladas Se ha intentado agrupar estas lenguas en familias más amplias, aunque sin éxito. | Lenguas aisladas Se ha intentado agrupar estas lenguas en familias más amplias, aunque sin éxito. | Yagán (†)       | Magallanes                                                   |
| Lenguas no clasificadas Además existe un conjunto de lenguas con documentación muy escasa y referencias a lenguas de pueblos extinguidos, que no han podido ser clasificadas por falta de información. | Lenguas no clasificadas Además existe un conjunto de lenguas con documentación muy escasa y referencias a lenguas de pueblos extinguidos, que no han podido ser clasificadas por falta de información. | Lenguas no clasificadas Además existe un conjunto de lenguas con documentación muy escasa y referencias a lenguas de pueblos extinguidos, que no han podido ser clasificadas por falta de información. | Cacán (†)       | Atacama                                                      |
| Lenguas no clasificadas Además existe un conjunto de lenguas con documentación muy escasa y referencias a lenguas de pueblos extinguidos, que no han podido ser clasificadas por falta de información. | Lenguas no clasificadas Además existe un conjunto de lenguas con documentación muy escasa y referencias a lenguas de pueblos extinguidos, que no han podido ser clasificadas por falta de información. | Lenguas no clasificadas Además existe un conjunto de lenguas con documentación muy escasa y referencias a lenguas de pueblos extinguidos, que no han podido ser clasificadas por falta de información. | Chono (†)       | Los Lagos, Aysén                                             |

## Lenguas alóctonas habladas por comunidades o inmigrantes
- Alemán (deu): mantenido por los descendientes de los inmigrantes alemanes llegados al sur a mediados del siglo XIX, principalmente alto alemán estándar (adquirido por la enseñanza escolar), pero también formas vernáculas como el lagunen-deutsch[1] de la ribera del lago Llanquihue.
- Criollo haitiano (hat): usado por la comunidad haitiana.[15]
- Croata (hrv): hablado por comunidades croatas inmigrantes, especialmente en el sur del país.[16]
- Inglés (eng): hablado por inmigrantes y sus descendientes, especialmente británicos y estadounidenses.[1]
- Italiano (ita): hablado dentro de la comunidad de inmigrantes italianos.[17]
- Quechua: Entre los inmigrantes procedentes de Perú, Bolivia y Ecuador existen hablantes de diferentes lenguas quechuas, entre ellas el quechua sureño y el quichua ecuatoriano.
- Romaní (rom): hablado por el pueblo gitano o rom —romá en Chile—, romaní vlax (rmy).[1]

## Lenguas no-verbales y signadas
- Lengua de señas chilena (csg): usada por la comunidad sorda del país.[1]